# Örjan Blomquist
Per Örjan Blomquist, född 23 augusti 1957 i Bromma, död 30 juli 2000, var en svensk landslagsman i längdskidåkning, företrädesvis på långlopp under 1980-talet. Blomquist tävlade för IFK Lidingö. Han delade segern i Vasaloppet 1988 tillsammans med brodern Anders Blomquist. De två segrarna hade kranskullan Karin Värnlund med sig på armarna över mållinjen. Utöver Vasaloppet vann Blomquist många andra långlopp, bland annat Finlandialoppet tre år i följd (1984-1986) och Birkebeinerrennet (1986). De många segrarna renderade honom totalsegern i långsloppscupen såväl 1984/1985 som 1988/1989.
Efter karriärens slut arbetade Örjan liksom sin bror Anders Blomquist som expertkommentator för SVT vid skidtävlingar. Civilt arbetade han som ekonom. Örjan Blomquist avled i juli år 2000 i en cancersjukdom. Han gravsattes den 15 september samma år i minneslunden på Lidingö kyrkogård.